# Джерело № 1 (Ужгород)
Джерело́ № 1 — гідрологічна пам'ятка природи місцевого значення в Україні. Розташована в межах міста Ужгорода Закарпатської області, на вулиці Івана Ольбрахта, 6 (територія Ужгородського ботанічного саду). 
Площа 0,3 га. Статус надано згідно з рішенням облвиконкому від 23.10.1984 року, № 253. Перебуває у віданні Ужгородської міської ради. 
Статус надано з метою збереження джерела мінеральної води. 